# Eutanyacra cingulatoria
Eutanyacra cingulatoria là một loài tò vò trong họ Ichneumonidae.